# Mariä Himmelfahrt und St. Martin (Böttigheim)

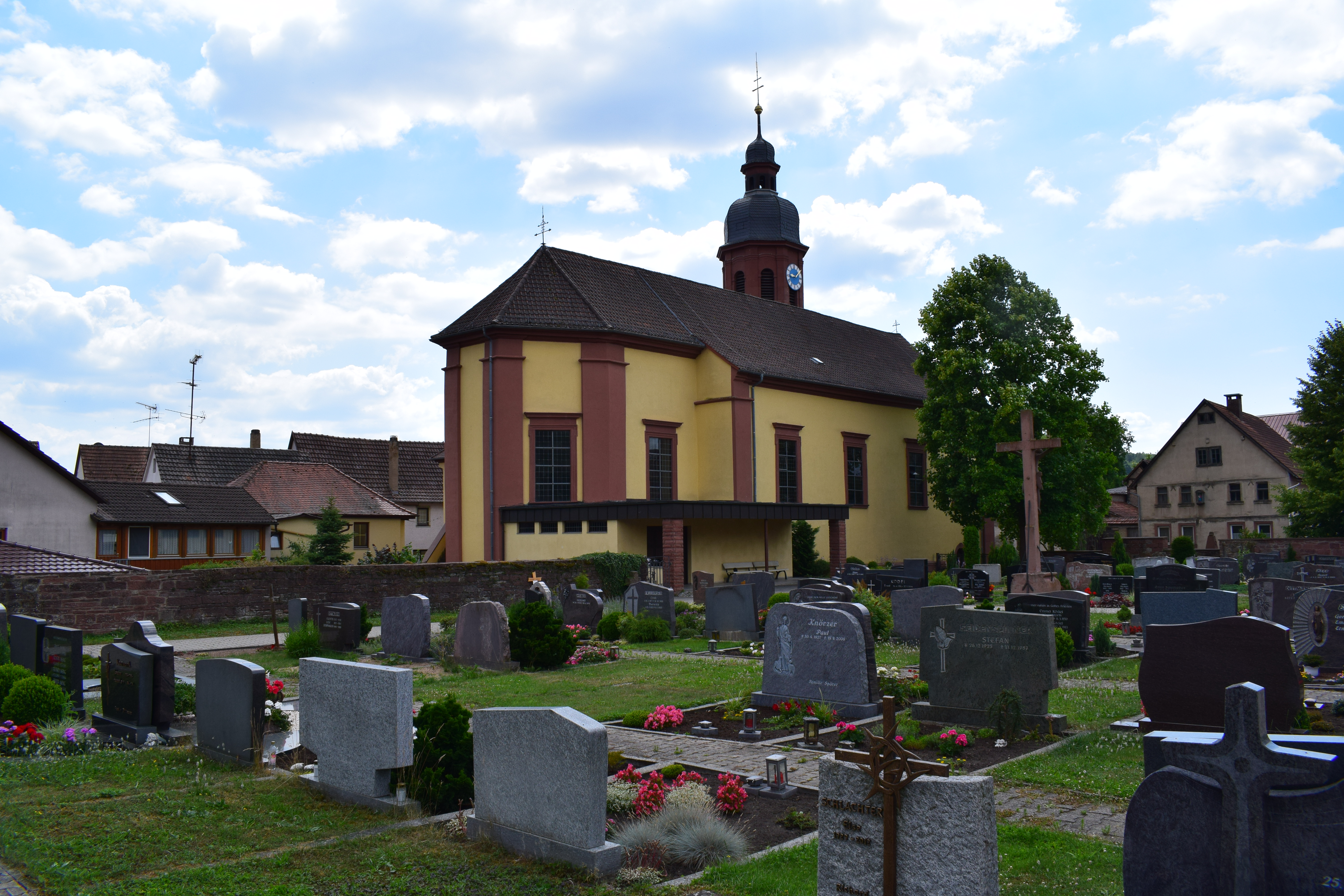
Mariä Himmelfahrt und St. Martin (Böttigheim)

Die römisch-katholische Pfarrkirche Mariä Himmelfahrt und St. Martin ist ein denkmalgeschütztes Kirchengebäude, das im Gemeindeteil Böttigheim der Gemeinde Neubrunn  im Landkreis Würzburg (Unterfranken, Bayern) steht. Das Bauwerk ist unter der Denkmalnummer D-6-79-164-33 als Baudenkmal in die Bayerische Denkmalliste eingetragen. Die Pfarrei gehört zur Pfarreiengemeinschaft Hl. Benedikt zwischen Tauber und Main (Helmstadt) im Dekanat Würzburg links des Mains des Bistums Würzburg.

## Beschreibung
Die erste urkundliche Erwähnung einer Kirche stammt aus dem Jahr 1298. Das mittelalterliche Kirchengebäude verfiel im 17. Jahrhundert. Es wurde deshalb 1701 abgebrochen und die heutige Saalkirche nach einem Entwurf von Christian Ludwig Hermann bis 1704 errichtet. Diese Jahreszahl steht noch über dem Chorbogen. Das Langhaus ist mit einem Satteldach bedeckt, ebenso der eingezogene, dreiseitig geschlossene Chor im Osten. 
Die Kirche wurde 1904 bis 1907 umgebaut. Sie wurde um einen dreigeschossigen, quadratischen Glockenturm an der Südseite des Langhauses erweitert, der auch den Aufgang zur Empore beinhaltet. Sein achteckiges oberstes Geschoss, das die Turmuhr und den Glockenstuhl beherbergt, ist mit einer Welschen Haube bedeckt. 

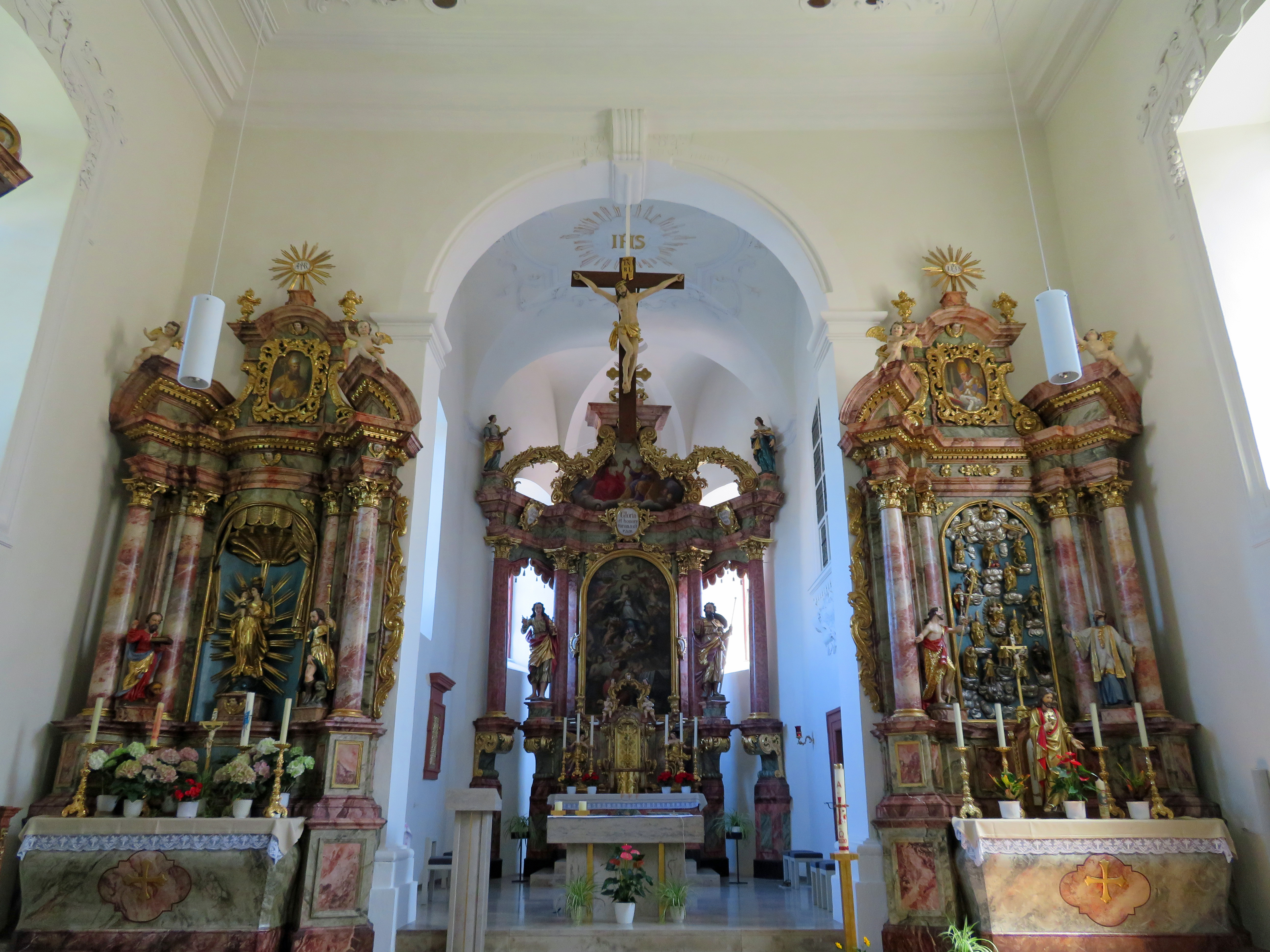
Altäre der katholischen Pfarrkirche Mariä Himmelfahrt und St. Martin

Der Hochaltar mit seinem viersäuligen Aufbau wurde 1707 von einem Würzburger Künstler geschaffen. Seitlich des Altarretabels stehen die Statuen des heiligen Jakobus und des Johannes Evangelist. Das Altarblatt zeigt ein Maria-Himmelfahrtsgemälde von Johann Martin Bolster aus dem Jahre 1706. Der linke (nördliche) Seitenaltar ist der Markus- und Rochusaltar, geschaffen von einem unbekannten Würzburger Bildhauer 1710; vom selben Würzburger Bildhauer wurde auch der Vierzehn-Nothelfer-Altar auf der rechten (südlichen) Seite geschaffen.
Die barocke Kirchenausstattung wurde durch einige Stücke der ehemaligen Kirche, wie Taufbecken und Statue des heiligen Sebastian in den Neubau übernommen. Im gesprengten Giebel über dem Portal befindet sich das Wappen des Johann Philipp von Greiffenclau zu Vollraths.

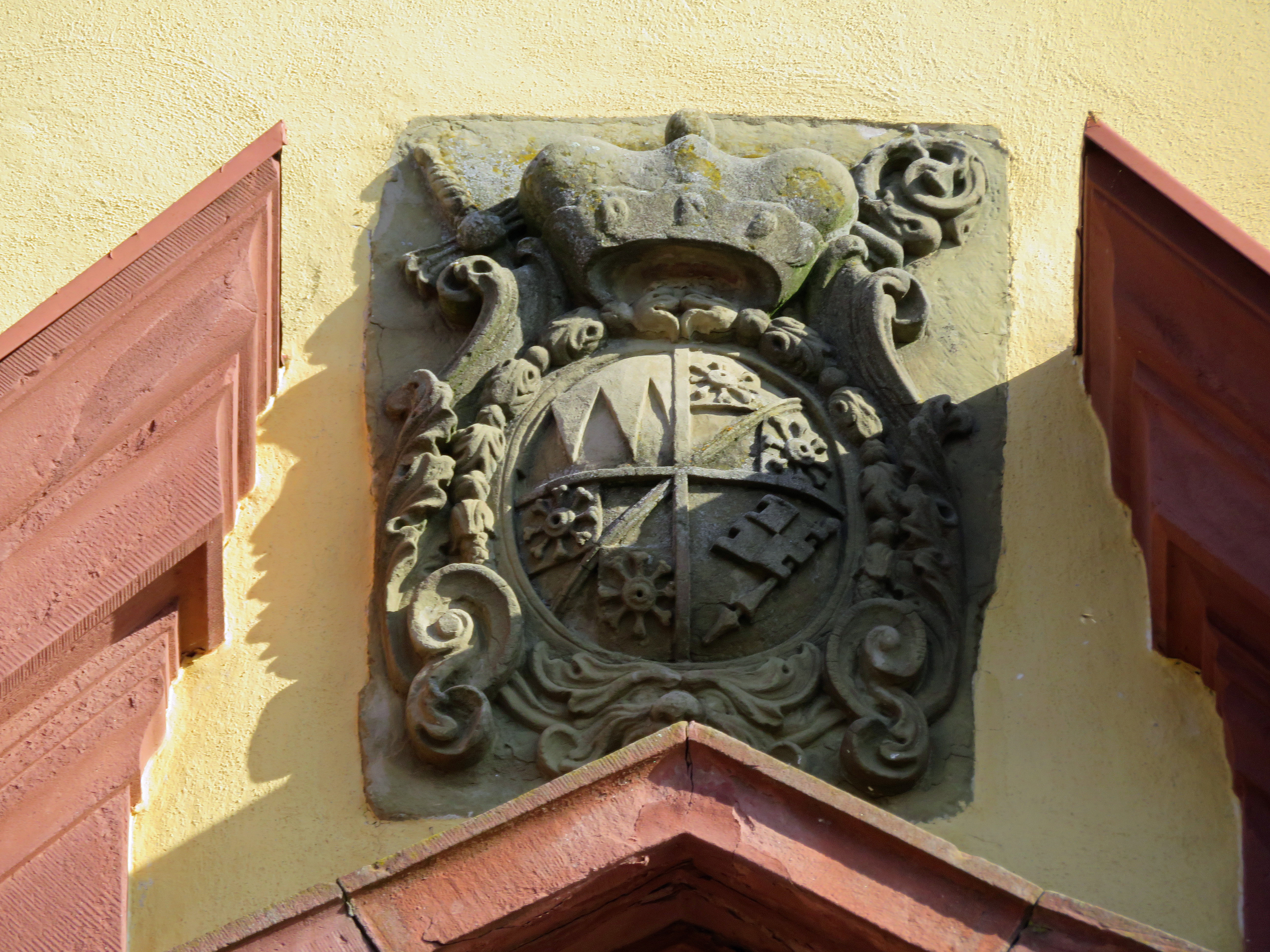
Wappen von Fürstbischof Johann Philipp von Greiffenclau

## Orgel

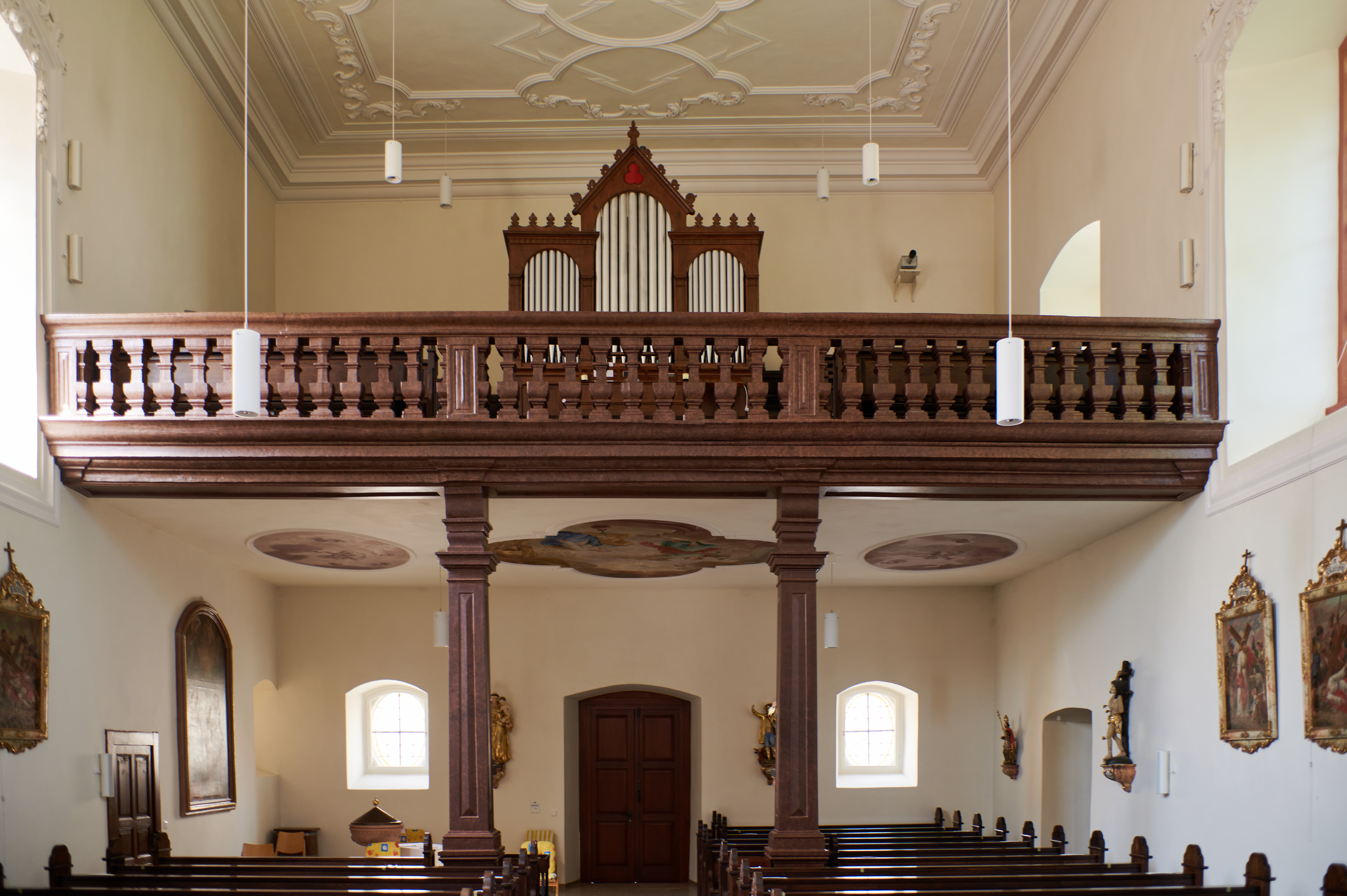
Die Bader-Orgel

Die Orgel mit 12 Registern wurde 1908 von der Hardheimer Werkstatt Wilhelm Bader sen. gebaut und erhielt 1928 einen neuen Spieltisch. Die Restauration 1987 nahm die Firma Vleugels aus Hardheim vor.

## Geläut
1. Christusglocke mit Schlagton fis′; Durchmesser 120 cm; Gewicht 800 kg; Umschrift: GELOBT SEI JESUS CHRISTUS; Stahlglocke 1951 von Fa. Friedrich Wilhelm Schilling, Heidelberg, gegossen.
2. Marienglocke mit Schlagton a; Durchmesser 92 cm; Gewicht 490 kg; Umschrift: AVE MARIA.
3. Glocke mit Schlagton h; Durchmesser 82 cm; Gewicht 350 kg; Umschrift: EHRE SEI GOTT IN DER HÖHE.

Die beiden letztgenannten Stahlglocken wurden 1924 von Firma Schilling und Lattermann, Apolda, gegossen.